# Auguste Rateau
Camille Auguste Rateau (ur. 13 października 1863, zm. 13 stycznia 1930) – francuski inżynier, konstruktor maszyn.
Był członkiem Francuskiej Akademii Nauk. W 1902 skonstruował wielostopniową akcyjną turbinę parową (nazwaną jego nazwiskiem), poza tym opracował sposób doładowywania silników spalinowych. W czasie I wojny światowej wynalazł urządzenie, które kompensowało odrzut działa. W 1925 został odznaczony Komandorią Legii Honorowej.